# FC Blô Weiss Medernach
El FC Blô Weiss Medernach es un equipo de fútbol de Luxemburgo que juega en la Primera División de Luxemburgo, la tercera categoría de fútbol en el país.

## Historia
Fue fundado en el año 1948 en el poblado de Medernach por un grupo de jóvenes a pesar de las dificultades con el nombre Etoile Rouge, pero más tarde lo cambiarían por FC La Jeunesse. El club en sus inicios fue aficionado y los jugadores tenían que pagar de su bolsa el uniforme.
El problema principal era que el club no contaba con una sede propia, por lo que tenían que recurrir a jugar en un prado de Hinter Knupp. En 1947 el club cambia su nombre por el que tienen actualmente y en 1953 juegan por primera vez en la Éirepromotioun, pero el terreno que servía de sede del club no era reglamentado por la segunda división, teniendo que alquilar una sede diferente, la cual tenía el problema de que el ganado de la zona pasaba por ahí y dañaba el terreno.
Fue hasta 1965 que el club consiguió los terrenos de su propio estadio con ayuda del gobierno local, inaugurándolo oficialmente un año después.

## Palmarés
- Primera División de Luxemburgo: 1

1952

## Jugadores

### Jugadores destacados
- Tiago Jorge Silva